# Улица Рогожский Посёлок
Улица Рого́жский Посёлок — улица в Москве в Нижегородском районе Юго-Восточного административного округа.

## История
Улица названа по Рогожскому старообрядческому посёлку, образовавшемуся в конце XVIII века при Рогожском кладбище. С 1910 года называлась проездом Рогожского Кладбища, с 1924 года — посёлком Рогожского Кладбища, современная форма принята в 1927 году. Фактически в середине XX века название относилось к внутреннему проезду, ныне безымянному, в бывшем старообрядческом посёлке, а современная улица была поделена между Старообрядческой (Войтовича) и Смирновской улицами.

## Описание
Улица продолжает Старообрядческую улицу, проходя на юг, затем поворачивает на восток, где переходит в Смирновскую улицу. Улица соединяется коротким проездом под железнодорожными путями Горьковского направления с Нижегородской улицей.
Застройка, относящаяся к улице, только с нечётной стороны стороны, с другой она идёт вдоль железных дорог. По улице одностороннее движение от Старообрядческой к Подъёмной улице.

## Примечательные здания и сооружения
По нечётной стороне

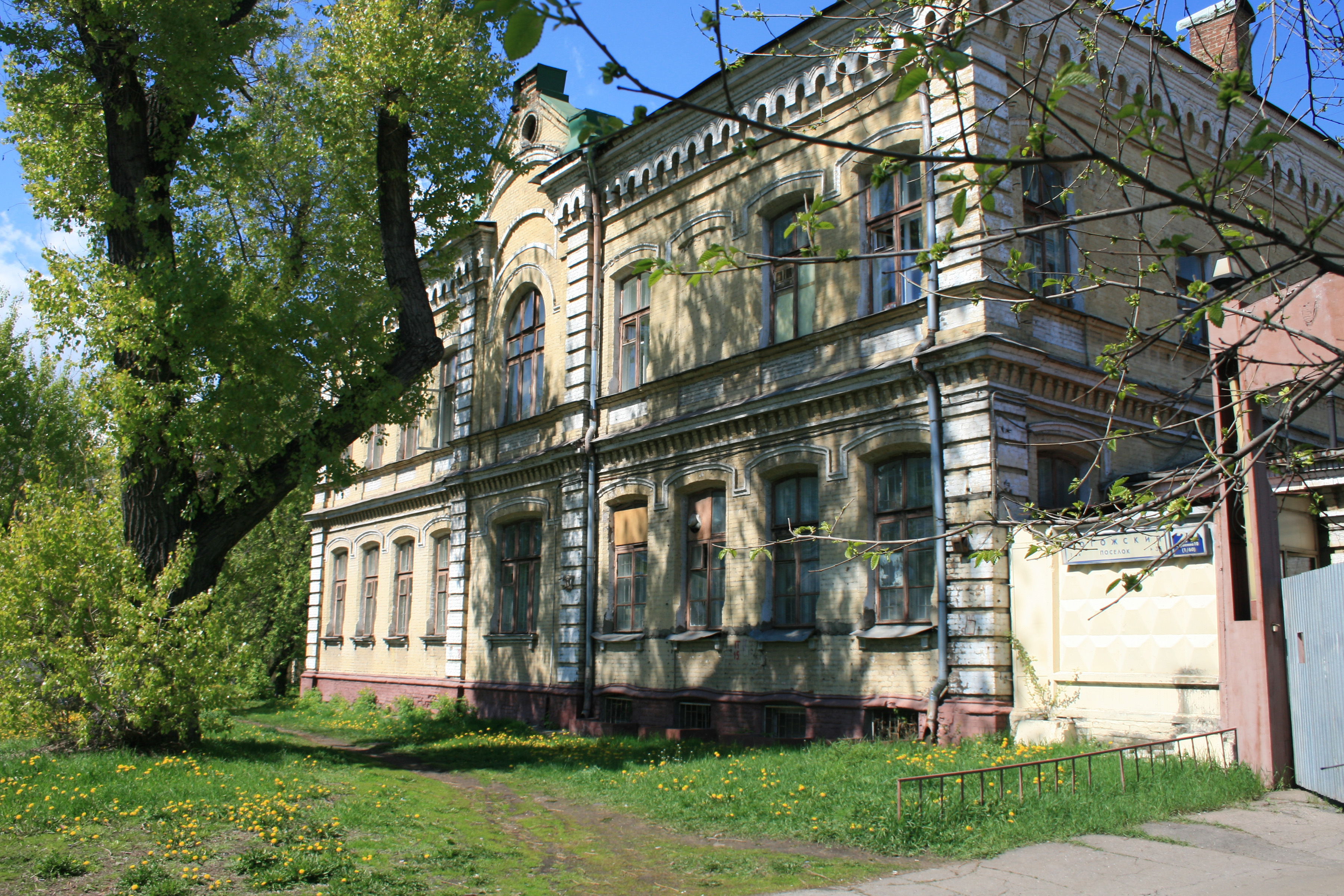
Богадельня Бугровых, Рогожская слобода, Москва. Фото май 2017

Памятники Рогожской слободы, старообрядческого церковно-монастырского комплекса:
- Дом 1 — Никольская Единоверческая церковь, 2-я пол. XVIII в., 1863 г.  памятник архитектуры (вновь выявленный объект)[3]
- Дом 1Б, корпус 3 — женские кельи, XIX в.  памятник архитектуры (вновь выявленный объект)[4]
- Дом 5 — библиотека № 136.
- Дом 29 — Покровский собор, 1790—1792 гг., арх. М. Ф. Казаков. В интерьерах живопись конца XVIII в.  памятник архитектуры (федеральный)[5]
- Дом 29, строение 1 — Колокольня Рогожской старообрядческой общины, начало XX в., арх. Ф. И. Горностаев  памятник архитектуры (федеральный)[6]
- Дом 29, строение 2 — Церковь Рождества на Рогожском кладбище, 1804 г.  памятник архитектуры (федеральный)[7]
- Дом 29, строение 4 — детский приют, 2-я пол. XIX в.  памятник архитектуры (вновь выявленный объект)[8]
- Дом 29, строение 6 — покойницкая, 2-я пол. XVIII, 2-я пол. XIX вв.  памятник архитектуры (вновь выявленный объект)[9]
- Дом 29, строение 6 — певчие палаты  памятник архитектуры (вновь выявленный объект)[10]
- Дом 29, строение 7 — Больничный корпус (Морозовская богадельня), 2-я пол. XIX в.  памятник архитектуры (вновь выявленный объект)[11]
- Дом 29, строение 8а — церковное здание  памятник архитектуры (вновь выявленный объект)[12]
- Дом 29, строение 9 — баня, кон. XIX в.  памятник архитектуры (вновь выявленный объект)[13]
- Дом 29, строение 10 — богадельня Бугровых, 2-я пол. XIX в.  памятник архитектуры (вновь выявленный объект)[14]

По чётной стороне
Домов нет.

## Транспорт
По улице проходят односторонним движением автобусы 340, 365, 567, 759, 805. Также вблизи улицы — остановка (станция «Калитники») следующих по Нижегородской улице автобусов 51, 106, 805, м7, м27, т26, т63, н7.